# Alfred Alphonse Bottiau
Alfred-Alphonse Bottiau (Valenciennes, 6 de febrero de 1889-Valenciennes, 25 de febrero de 1951) fue un escultor francés, nacido en Valenciennes y después de los primeros estudios en su ciudad natal, estudió en París con Jean Antoine Injalbert y fue finalista para el Premio de Roma de escultura en 1919. Bottiau se unió al ejército en 1910 y sirvió hasta 1919. Fue director de las Escuelas Académicas de Valenciennes de 1946 a 1951.

## Encargos

### Monumento de América en Chateau-Thierry
Bottiau trabajó de forma habitual con el arquitecto Paul Philippe Cret y juntos llevaron a cabo varias comisiones de la Comisión de Monumentos de los Americanos en Batalla. Una de tales comisiones fue el Monumento América de Chateau-Thierry que se encuentra al sureste del Cementerio Americano de Marne-Aisne. Bottiau fue el escultor de las dos enormes figuras que representan a Francia y los Estados Unidos de América que adornan la cara oeste de este monumento. Este monumento es conocido como el «monumento de la Côte 204» y fue erigido para celebrar el papel desempeñado por sus soldados en este sector en julio de 1918 durante la Segunda Batalla del Marne. Fue inaugurado en 1930. Una enorme águila y un escudo de pie delante de la cara este del monumento, y aunque esto no ha sido documentado podría darse el caso de que estos también podrían ser obra de Bottiau, realizados mientras trabajaba con Cret en Filadelfia y era el escultor del águila y los relieves alegóricos en el edificio de la Reserva Federal de Filadelfia. Bottiau había viajado a los Estados Unidos de América en 1932 y trabajó en varias comisiones en ese país.
En la galería de abajo están algunas fotografías del Monumento Chateau-Thierry tomadas en una visita en septiembre de 2010. 